# Zwei von einer Sorte
Zwei von einer Sorte ist ein US-amerikanischer Kriminalfilm aus dem Jahr 1951 von Henry Levin mit Edmond O’Brien und Lizabeth Scott in den Hauptrollen. Der Film noir wurde von Columbia Pictures produziert.

## Handlung
Zusammen mit ihrem Freund, dem Rechtsanwalt Vincent Mailer, untersucht Brandy Kirby den Hintergrund von Michael Farrell, der nun in Los Angeles lebt. Brandy reist nach Kalifornien und sucht am nächsten Tag die Bingo-Bar auf, in der Michael arbeitet. Mit der Hilfe von Michaels Kollegen Todd provoziert sie eine Schlägerei, in dessen Folge Michael verhaftet wird. Zu Michaels Überraschung wird er auf Kaution freigelassen, die Brandy hinterlegt hat. Sie nimmt ihn in ihrem Auto mit und unterbreitet ihm einen Vorschlag.
Brandy ist Michael schon längere Zeit auf der Spur und verspricht ihm eine hohe Summe Geld, wenn er ihren Vorschlag annehme. Michael ist von Brandy angetan und sagt zu. Er schreckt allerdings zurück, als Brandy ihm offenbart, dass er die Identität eines Mannes annehmen soll, dem die Kuppe des kleinen Fingers fehlt. Er lehnt Brandys Vorschlag ab, seinen Finger durch die zugeschlagene Autotür verletzen zu lassen. Erst als ihm Brandy die Summe an Geld vor Augen hält, wird er schwach. Brandy bringt Michael zu einem Strandhaus. Dort soll er sich erholen und seine Wunde durch Salzwasser altern lassen.
Michael verbringt mehrere Wochen in dem Strandhaus und wird dabei von Todd überwacht. Er lernt Vincent kennen, der ihn nun einweiht. Michael soll den verschollenen Sohn des Industriellen William McIntyre darstellen. William und seine Frau Maida verloren vor 25 Jahren ihren Sohn in Chicago. Mailer ist der Anwalt der McIntyres und hat 15 Jahre lang nach dem Sohn gesucht. Der Sohn wird nach Williams Tod 10 Millionen Dollar erben. Da Maide McIntyre bei schwacher Gesundheit ist, soll Michael durch die Cousine Kathy McIntyre schonend eingeführt werden.
Michael wird Kathy vorgestellt, deren Interesse sich jedoch in Grenzen hält. Erst später enthüllt ihm Kathy den Grund für ihre Distanziertheit. Als Jugendliche versuchte Kathy ihren Cousin zu beschützen, da sie befürchtete, dass er kriminell werden könnte. Michael umwirbt Kathy, was Brandy eifersüchtig werden lässt. Michael bleibt selbst distanziert und beantwortet persönliche Fragen nur langsam und widerwillig. Trotzdem erfährt Kathy von Michaels konstruierter Vergangenheit und will ihn nun ihrem Onkel William vorstellen. Beim ersten Treffen mit ihm bekennt Michael offen, dass er nicht sein Sohn sein könne und keine falschen Hoffnungen wecken wolle. Nachdem er von seinen unrühmlichen Erlebnissen in der Zeit seines Verschwindens erzählt hat, ist William von Michaels Offenheit beeindruckt und lädt ihn zu Besuch ein. Michael kann Maida mit Hilfe von mit Brandy eingeübten Kindheitserinnerungen überzeugen. William stimmt ihr zu, zum Teil um seine Frau zu besänftigen, zum anderen Teil, weil er Michael mag.
Brandy und Vincent feiern den Erfolg ihres perfiden Plans. Doch dann schockiert William seinen Anwalt mit der Aussage, dass Michael doch nicht als Erbe eingesetzt wird, da das Geld ihn korrumpieren würde. Vincent informiert Brandy und Michael über die neueste Entwicklung. Er überrascht die beiden mit dem Plan der Ermordung Williams, sobald Michael als Sohn anerkannt ist. Michael fragt Brandy, ob sie mit ihm davongehen würde, doch Brandy fürchtet sich vor Vincents Rache. Enttäuscht will Michael William retten, was Brandy an Michaels Interesse an der Erbschaft zweifeln lässt. Michael erklärt Vincent, dass er weiterhin den Sohn spielen wird, aber den Mordplan verhindern werde. Vincent droht, den Arzt, der seinen Finger behandelt hat, hinzuzuziehen und seinen Betrug zu offenbaren.
Brandy folgt Vincent, zum Privatpier der McIntyres, wo er sich mit Todd trifft. Er will nun Michael umbringen lassen. Da Todd glaubt, dass Michael nicht schwimmen kann, schlägt Brandy vor, dass Todd ihn ertränkt, damit es nach einem Unfall aussieht. Sie lockt Michael zum Pier, der dort von Todd angegriffen wird. In einem Kampf unter Wasser besiegt Michael seinen Widersacher. In diesem Moment kehren die McIntyres von einer Geschäftsreise zurück. Vincent klärt sie auf, dass Michael nicht ihr Sohn sei und sie um das Erbe betrügen wolle. Nun spielt Michael den McIntyres ein Tonband vor, auf dem Vincent seinen Mordplan erläutert, was Michael heimlich aufgenommen hat. William enthüllt, dass er von Michaels wahrer Identität wisse. Herausgekommen sei die Wahrheit durch einen Satz Fingerabdrücke aus Michaels Personalakte bei der Navy. Da der Satz komplett war und Williams Sohn die Fingerkuppe schon als Kind verlor, wurde William misstrauisch. Auf eine Anklage gegen Vincent verzichtet er, er gibt sich mit dessen Entlassung zufrieden. Dann bittet er Michael, weiterhin für seine Frau den Sohn zu spielen. Michael will mit Brandy neu anfangen, also einigt man sich auf gelegentliche Besuche bei Maide.

## Produktion

### Hintergrund
Gedreht wurde der Film vom 10. Oktober bis zum 2. November 1950.

### Stab
Walter Holscher oblag die künstlerische Leitung. Louis Diage war für das Szenenbild zuständig, Jean Louis für die Kostüme. Morris Stoloff war der musikalische Direktor.

### Besetzung
In kleinen nicht im Abspann erwähnten Nebenrollen traten Louis Jean Heydt, J. M. Kerrigan und James Kirkwood auf.

## Veröffentlichung
Die Premiere des Films fand am 15. Juni 1951 in Baltimore statt. In der Bundesrepublik Deutschland wurde er am 21. März 1979 im deutschen Fernsehen ausgestrahlt.

## Kritiken
Das Lexikon des internationalen Films schrieb: „Ein etwas zynisch gefärbter, schwunglos inszenierter Gangsterfilm.“
Der Kritiker des TV Guide sah eine nett gesponnene Familiensaga, die ziemlich redselig und dessen Ende unglaubwürdig sei. Die Regie halte den Film in gutem Tempo, die Darsteller seien besser, als es das Drehbuch verdiene.